# (25624) Kronecker
(25624) Kronecker – planetoida z pasa głównego asteroid okrążająca Słońce w ciągu 5 lat i 70 dni w średniej odległości 3 j.a. Została odkryta 6 stycznia 2000 roku w obserwatorium w Prescott przez Paula Combę. Nazwa planetoidy pochodzi od Leopolda Kroneckera (1823-1891), niemieckiego matematyka. Przed jej nadaniem planetoida nosiła oznaczenie tymczasowe (25624) 2000 AK48.